# Campionati europei di corsa in montagna 2014
I XX Campionati europei di corsa in montagna si sono disputati a Gap, in Francia, il 12 luglio 2014 con il nome di European Mountain Running Trophy 2014. Il titolo maschile è stato vinto da Bernard Dematteis, quello femminile da Andrea Mayr.

## Uomini Seniores
Individuale
| Pos.    | Atleta            | Nazione     | Tempo  |
| ------- | ----------------- | ----------- | ------ |
| Oro     | Bernard Dematteis | Italia      | 56'10" |
| Argento | Robbie Simpson    | Regno Unito | 56'19" |
| Bronzo  | Martin Dematteis  | Italia      | 56'32" |
| 4       | Ionut Zinca       | Romania     | 56'45" |
| 5       | Mitja Kosovelj    | Slovenia    | 57'23" |
| 6       | Julien Rancon     | Francia     | 57'28" |
| 7       | Luca Cagnati      | Italia      | 57'59" |
| 8       | Ahmet Arslan      | Turchia     | 58'22" |
| 9       | Yuriy Chechun     | Russia      | 58'34" |
| 10      | Andrew Douglas    | Regno Unito | 58'42" |

Squadre
| Pos.    | Squadra     | Punti |
| ------- | ----------- | ----- |
| Oro     | Italia      | 11    |
| Argento | Regno Unito | 27    |
| Bronzo  | Francia     | 31    |

## Uomini Juniores
Individuale
| Pos.    | Atleta            | Nazione     | Tempo  |
| ------- | ----------------- | ----------- | ------ |
| Oro     | Domink Sadlo      | Rep. Ceca   | 37'23" |
| Argento | Ferhat Bozkurt    | Turchia     | 37'42" |
| Bronzo  | Ramazan Karagoz   | Turchia     | 38'19" |
| 4       | Manuel Innerhofer | Austria     | 38'28" |
| 5       | Nadir Cavagna     | Italia      | 39'23" |
| 6       | Alberto Vender    | Italia      | 39'32" |
| 7       | Andrew Lawler     | Regno Unito | 39'49" |
| 8       | Jacob Adkin       | Regno Unito | 39'50" |
| 9       | Diego Ras         | Italia      | 40'05" |
| 10      | Florin Eugen Biro | Romania     | 40'09" |

Squadre
| Pos.    | Squadra   | Punti |
| ------- | --------- | ----- |
| Oro     | Italia    | 20    |
| Argento | Rep. Ceca | 24    |
| Bronzo  | Turchia   | 26    |

## Donne Seniores
Individuale
| Pos.    | Atleta             | Nazione     | Tempo  |
| ------- | ------------------ | ----------- | ------ |
| Oro     | Andrea Mayr        | Austria     | 39'40" |
| Argento | Mateja Kosovelj    | Slovenia    | 41'42" |
| Bronzo  | Sabine Reiner      | Austria     | 41'59" |
| 4       | Alice Gaggi        | Italia      | 42'39" |
| 5       | Maude Mathys       | Svizzera    | 42'47" |
| 6       | Emma Clayton       | Regno Unito | 42'56" |
| 7       | Elisa Desco        | Italia      | 43'21" |
| 8       | Burcu Büyükbezgin  | Turchia     | 43'38" |
| 9       | Valentina Belotti  | Italia      | 43'46" |
| 10      | Maria Elena Espeso | Spagna      | 44'10" |

Squadre
| Pos.    | Squadra     | Punti |
| ------- | ----------- | ----- |
| Oro     | Italia      | 20    |
| Argento | Regno Unito | 31    |
| Bronzo  | Austria     | 36    |

## Donne Juniores
Individuale
| Pos.    | Atleta              | Nazione     | Tempo  |
| ------- | ------------------- | ----------- | ------ |
| Oro     | Georgia Malir       | Regno Unito | 22'10" |
| Argento | Bahar Atalay        | Turchia     | 22'20" |
| Bronzo  | Burcu Subatan       | Turchia     | 22'42" |
| 4       | Andreea Alina Piscu | Romania     | 22'47" |
| 5       | Ana Cufer           | Slovenia    | 22'51" |
| 6       | Tereza Korvasova    | Rep. Ceca   | 22'55" |
| 7       | Catriona Graves     | Regno Unito | 22'57" |
| 8       | Elsa Racasan        | Francia     | 23'13" |
| 9       | Sedef Kantekin      | Turchia     | 23'25" |
| 10      | Marina Klimenko     | Russia      | 23'29" |

Squadre
| Pos.    | Squadra     | Punti |
| ------- | ----------- | ----- |
| Oro     | Turchia     | 14    |
| Argento | Regno Unito | 29    |
| Bronzo  | Francia     | 37    |

## Medagliere
| Posizione | Paese       | Oro | Argento | Bronzo | Totale |
| --------- | ----------- | --- | ------- | ------ | ------ |
| 1         | Italia      | 4   | 0       | 1      | 5      |
| 2         | Regno Unito | 1   | 4       | 0      | 5      |
| 3         | Turchia     | 1   | 2       | 3      | 6      |
| 4         | Rep. Ceca   | 1   | 1       | 0      | 2      |
| 5         | Austria     | 1   | 0       | 2      | 3      |
| 6         | Slovenia    | 0   | 1       | 0      | 1      |
| 7         | Francia     | 0   | 0       | 2      | 2      |